# Ethiopia
Pistes de I'm with You
Brendan's Death Song Annie Want's A Baby
Ethiopia est le quatrième titre de l'album I'm with You du groupe de funk-rock californien Red Hot Chili Peppers.

## Influences
La chanson tient son nom d'un voyage du bassiste Flea et du guitariste Josh Klinghoffer en Éthiopie en 2010, et plus particulièrement dans le lieu de spectacle Fendika du danseur Melaku Belay qui inspira en partie cette chanson.
Dans un magazine italien[Lequel ?], Anthony Kiedis, le chanteur du groupe, a déclaré : « Cela reflète la nouvelle spiritualité du groupe. A la place des drogues et de l'alcool, il y a la méditation et les injections d'ozone, pas d'héroïne. L'amour pour les enfants et leur famille. Le respect et l'espoir. »
Le batteur des Red Hot, Chad Smith, considère ce morceau comme son préféré dans l'album.

## Contenu musical
Ethiopia est une chanson basée sur une rythmique importante, avec une mesure en 7/8.
Au début de la version de l'album, on peut entendre le bassiste, Flea, dire : « C'est parti, tout le monde. On commence avec de la basse. », suivi par une intro à la basse.

## Réalisation d'un vidéo clip
D'après l'auteur d'une interview de Chad pour le magazine Drum !, Ethiopia serait un des morceaux de l'album prochainement adapté en vidéo clip, bien que cela n'ait été confirmé par aucun autre membre du groupe.